# Timarcha coarcticollis
Timarcha coarcticollis (лат.)  — вид жуков из подсемейства хризомелин семейства листоедов.

## Распространение
Населяет территорию юго-западной Испании.

## Подвиды
- Timarcha coarcticollis coarcticollis Fairmaire, 1873
- Timarcha coarcticollis paulinoi Kraatz, 1879